# Collegio di Bedford
Bedford è un collegio elettorale situato nel Bedfordshire, nell'Est dell'Inghilterra, e rappresentato alla Camera dei comuni del Parlamento del Regno Unito. Elegge un membro del parlamento con il sistema first-past-the-post, ossia maggioritario a turno unico; l'attuale parlamentare è Mohammad Yasin del Partito Laburista, che rappresenta il collegio dal 2017.

## Estensione

Bedford nel Bedfordshire dal 2010 al 2024

- 1918-1950: il Municipal Borough di Bedford, il distretto urbano di Kempston e i distretti rurali di Bedford e Eaton Socon.
- 1950-1983: il Municipal Borough di Bedford, il distretto urbano di Kempston e parte del distretto rurale di Bedford.
- 1997-2010: i ward del Borough di Bedford di Brickhill, Castle, Cauldwell, De Parys, Goldington, Harpur, Kempston East, Kempston West, Kingsbrook, Newnham, Putnoe e Queen's Park.
- 2010-2024: i ward del Borough di Bedford di Brickhill, Castle, Cauldwell, De Parys, Goldington, Harpur, Kempston Central and East, Kempston North, Kempston South, Kingsbrook, Newnham, Putnoe, Queens Park.
- dal 2024: i ward del Borough di Bedford di Brickhill; Castle and Newnham; Cauldwell; De Parys; Greyfriars; Goldington; Harpur; Kempston Central and East; Kempston North; Kempston South; Kempston West; Kingsbrook; Putnoe; Queens Park; Renhold and Ravensden e Riverfield.[1]

Bedford è un collegio oscillante tra partito Laburista e Conservatore; il principale insediamento è quello di Bedford, una città sviluppata con una consistente percentuale di edilizia popolare rispetto al Bedfordshire, e un più alto indice di povertà. La città si trova sul collegamento ferroviario rapido con Londra offerto da Thameslink, che opera verso Brighton e non si trova lontano da Milton Keynes. La più piccola città di Kempston si trova nel collegio.

## Membri del parlamento

### Dal 1800 al 1885
In questo periodo il collegio venne rappresentato da due deputati.
| Elezione | Primo deputato | Primo deputato          | Primo partito                    | Secondo deputato | Secondo deputato | Secondo partito |
| -------- | -------------- | ----------------------- | -------------------------------- | ---------------- | ---------------- | --------------- |
| 1802     |                | William Lee-Antonie     | Whigs                            |                  | Samuel Whitbread | Whigs           |
| 1812     | George Russell |                         | Whigs                            |                  | Samuel Whitbread | Whigs           |
| 1815 (S) | George Russell | William Waldegrave      | Whigs                            |                  |                  | Whigs           |
| 1818     | George Russell | William Henry Whitbread | Whigs                            |                  |                  | Whigs           |
| 1826     | George Russell | William Henry Whitbread | Whigs                            |                  |                  | Whigs           |
| 1830     |                | William Henry Whitbread | Frederick Polhill                | Tory             |                  | Whigs           |
| 1831     |                | William Henry Whitbread | Frederick Polhill                | Tory             |                  | Whigs           |
| 1832     |                | William Henry Whitbread | Samuel Crawley                   | Whigs            |                  | Whigs           |
| 1835     |                | Frederick Polhill       | Samuel Crawley                   | Whigs            | Conservatore     |                 |
| 1837     |                | Frederick Polhill       | Henry Stuart                     | Conservatore     | Conservatore     |                 |
| 1838 (S) |                | Frederick Polhill       | Samuel Crawley                   | Whigs            | Conservatore     |                 |
| 1841     |                | Frederick Polhill       | Henry Stuart                     | Conservatore     | Conservatore     |                 |
| 1847     |                | Sir Harry Verney        | Henry Stuart                     | Conservatore     | Whigs            |                 |
| 1852     |                | Samuel Whitbread        | Henry Stuart                     | Conservatore     | Liberale         |                 |
| 1854 (S) | William Stuart | Samuel Whitbread        | Conservatore                     |                  | Liberale         |                 |
| 1857     |                | Samuel Whitbread        | Thomas Barnard                   | Whigs            | Liberale         |                 |
| 1859     |                | Samuel Whitbread        | William Stuart                   | Conservatore     | Liberale         |                 |
| 1868     |                | Samuel Whitbread        | James Howard                     | Liberale         | Liberale         |                 |
| 1874     |                | Samuel Whitbread        | Frederick Charles Polhill-Turner | Conservatore     | Liberale         |                 |
| 1880     |                | Samuel Whitbread        | Charles Magniac                  | Liberale         | Liberale         |                 |

### Dal 1885
Dal 1885 il collegio divenne uninominale.
| Elezione | Elezione | Deputato                 | Partito               |
| -------- | -------- | ------------------------ | --------------------- |
|          | 1885     | Samuel Whitbread         | Liberale              |
|          | 1895     | Charles Pym              | Conservatore          |
|          | 1906     | Percy Barlow             | Liberale              |
|          | Gen 1910 | Walter Attenborough      | Conservatore          |
|          | Dic 1910 | Frederick Kellaway       | Liberale              |
|          | 1922     | Richard Wells            | Conservatore          |
|          | 1945     | Thomas Skeffington-Lodge | Laburista             |
|          | 1950     | Christopher Soames       | Conservatore          |
|          | 1966     | Brian Parkyn             | Laburista             |
|          | 1970     | Trevor Skeet             | Conservatore          |
|          | 1983     | Collegio abolito         | Collegio abolito      |
|          | 1997     | Collegio ri-istituito    | Collegio ri-istituito |
|          | 1997     | Patrick Hall             | Laburista             |
|          | 2010     | Richard Fuller           | Conservatore          |
|          | 2017     | Mohammad Yasin           | Laburista             |

## Elezioni

### Elezioni negli anni 2020
| Partito                    | Partito                                | Candidato                  | Risultati 4 luglio 2024 | Risultati 4 luglio 2024 |
| Partito                    | Partito                                | Candidato                  | Voti                    | %                       |
| -------------------------- | -------------------------------------- | -------------------------- | ----------------------- | ----------------------- |
|                            | Laburista                              | Mohammad Yasin             | 18 342                  | 45,11                   |
|                            | Conservatore                           | Pinder Chauhan             | 8 912                   | 21,92                   |
|                            | Reform UK                              | Matt Lansley               | 4 548                   | 11,19                   |
|                            | Lib Dem                                | Henry Vann                 | 4 025                   | 9,90                    |
|                            | Verdi                                  | Ben Foley                  | 2 394                   | 5,89                    |
|                            | Indipendente                           | Tarek Javed                | 1 442                   | 3,55                    |
|                            | Workers                                | Prince Chaudhury           | 996                     | 2,45                    |
|                            |                                        |                            |                         |                         |
| Iscritti                   | Iscritti                               | Iscritti                   | 72 478                  | 100,00                  |
| ↳ Votanti (% su iscritti)  | ↳ Votanti (% su iscritti)              | ↳ Votanti (% su iscritti)  | 40 869                  | 56,39                   |
| ↳ Astenuti (% su iscritti) | ↳ Astenuti (% su iscritti)             | ↳ Astenuti (% su iscritti) | 31 609                  | 43,61                   |
|                            |                                        |                            |                         |                         |
|                            | Esito: collegio confermato a Laburista |                            |                         |                         |

### Elezioni negli anni 2010
| Partito                    | Partito                                | Candidato                  | Risultati 12 dicembre 2019 | Risultati 12 dicembre 2019 |
| Partito                    | Partito                                | Candidato                  | Voti                       | %                          |
| -------------------------- | -------------------------------------- | -------------------------- | -------------------------- | -------------------------- |
|                            | Laburista                              | Mohammad Yasin             | 20 491                     | 43,32                      |
|                            | Conservatore                           | Ryan Henson                | 20 346                     | 43,01                      |
|                            | Lib Dem                                | Henry Vann                 | 4 608                      | 9,74                       |
|                            | Verdi                                  | Adrian Spurrell            | 960                        | 2,03                       |
|                            | Brexit                                 | Charles Bunker             | 896                        | 1,89                       |
|                            |                                        |                            |                            |                            |
| Iscritti                   | Iscritti                               | Iscritti                   | 71 581                     | 100,00                     |
| ↳ Votanti (% su iscritti)  | ↳ Votanti (% su iscritti)              | ↳ Votanti (% su iscritti)  | 47 301                     | 66,08                      |
| ↳ Astenuti (% su iscritti) | ↳ Astenuti (% su iscritti)             | ↳ Astenuti (% su iscritti) | 24 280                     | 33,92                      |
|                            |                                        |                            |                            |                            |
|                            | Esito: collegio confermato a Laburista |                            |                            |                            |

| Partito                    | Partito                                           | Candidato                  | Risultati 8 giugno 2017 | Risultati 8 giugno 2017 |
| Partito                    | Partito                                           | Candidato                  | Voti                    | %                       |
| -------------------------- | ------------------------------------------------- | -------------------------- | ----------------------- | ----------------------- |
|                            | Laburista                                         | Mohammad Yasin             | 22 712                  | 46,85                   |
|                            | Conservatore                                      | Richard Fuller             | 21 923                  | 45,22                   |
|                            | Lib Dem                                           | Henry Vann                 | 2 837                   | 5,85                    |
|                            | Verdi                                             | Lucy Bywater               | 1 008                   | 2,08                    |
|                            |                                                   |                            |                         |                         |
| Iscritti                   | Iscritti                                          | Iscritti                   | 71 822                  | 100,00                  |
| ↳ Votanti (% su iscritti)  | ↳ Votanti (% su iscritti)                         | ↳ Votanti (% su iscritti)  | 48 480                  | 67,50                   |
| ↳ Astenuti (% su iscritti) | ↳ Astenuti (% su iscritti)                        | ↳ Astenuti (% su iscritti) | 23 342                  | 32,50                   |
|                            |                                                   |                            |                         |                         |
|                            | Esito: collegio passa da Conservatore a Laburista |                            |                         |                         |

| Partito                    | Partito                                   | Candidato                  | Risultati 7 maggio 2015 | Risultati 7 maggio 2015 |
| Partito                    | Partito                                   | Candidato                  | Voti                    | %                       |
| -------------------------- | ----------------------------------------- | -------------------------- | ----------------------- | ----------------------- |
|                            | Conservatore                              | Richard Fuller             | 19 625                  | 42,58                   |
|                            | Laburista                                 | Patrick Hall               | 18 528                  | 40,20                   |
|                            | UKIP                                      | Charlie Smith              | 4 434                   | 9,62                    |
|                            | Lib Dem                                   | Mahmud Rogers              | 1 958                   | 4,25                    |
|                            | Verdi                                     | Ben Foley                  | 1 412                   | 3,06                    |
|                            | Indipendente                              | Faruk Choudhury            | 129                     | 0,28                    |
|                            |                                           |                            |                         |                         |
| Iscritti                   | Iscritti                                  | Iscritti                   | 69 302                  | 100,00                  |
| ↳ Votanti (% su iscritti)  | ↳ Votanti (% su iscritti)                 | ↳ Votanti (% su iscritti)  | 46 086                  | 66,50                   |
| ↳ Astenuti (% su iscritti) | ↳ Astenuti (% su iscritti)                | ↳ Astenuti (% su iscritti) | 23 216                  | 33,50                   |
|                            |                                           |                            |                         |                         |
|                            | Esito: collegio confermato a Conservatore |                            |                         |                         |

| Partito                    | Partito                                           | Candidato                  | Risultati 6 maggio 2010 | Risultati 6 maggio 2010 |
| Partito                    | Partito                                           | Candidato                  | Voti                    | %                       |
| -------------------------- | ------------------------------------------------- | -------------------------- | ----------------------- | ----------------------- |
|                            | Conservatore                                      | Richard Fuller             | 17 546                  | 38,90                   |
|                            | Laburista                                         | Patrick Hall               | 16 193                  | 35,90                   |
|                            | Lib Dem                                           | Henry Vann                 | 8 957                   | 19,86                   |
|                            | UKIP                                              | Mark Adkin                 | 1 136                   | 2,52                    |
|                            | BNP                                               | William Dewick             | 757                     | 1,68                    |
|                            | Verdi                                             | Ben Foley                  | 393                     | 0,87                    |
|                            | Indipendente                                      | Samrat Deep Bhandari       | 120                     | 0,27                    |
|                            |                                                   |                            |                         |                         |
| Iscritti                   | Iscritti                                          | Iscritti                   | 68 440                  | 100,00                  |
| ↳ Votanti (% su iscritti)  | ↳ Votanti (% su iscritti)                         | ↳ Votanti (% su iscritti)  | 45 102                  | 65,90                   |
| ↳ Astenuti (% su iscritti) | ↳ Astenuti (% su iscritti)                        | ↳ Astenuti (% su iscritti) | 23 338                  | 34,10                   |
|                            |                                                   |                            |                         |                         |
|                            | Esito: collegio passa da Laburista a Conservatore |                            |                         |                         |

### Elezioni negli anni 2000
| Partito                    | Partito                                | Candidato                  | Risultati 5 maggio 2005 | Risultati 5 maggio 2005 |
| Partito                    | Partito                                | Candidato                  | Voti                    | %                       |
| -------------------------- | -------------------------------------- | -------------------------- | ----------------------- | ----------------------- |
|                            | Laburista                              | Patrick Hall               | 17 557                  | 41,73                   |
|                            | Conservatore                           | Richard Fuller             | 14 174                  | 33,69                   |
|                            | Lib Dem                                | Michael Headley            | 9 063                   | 21,54                   |
|                            | UKIP                                   | Peter Conquest             | 995                     | 2,36                    |
|                            | Indipendente                           | John McCready              | 283                     | 0,67                    |
|                            |                                        |                            |                         |                         |
| Iscritti                   | Iscritti                               | Iscritti                   | 70 590                  | 100,00                  |
| ↳ Votanti (% su iscritti)  | ↳ Votanti (% su iscritti)              | ↳ Votanti (% su iscritti)  | 42 072                  | 59,60                   |
| ↳ Astenuti (% su iscritti) | ↳ Astenuti (% su iscritti)             | ↳ Astenuti (% su iscritti) | 28 518                  | 40,40                   |
|                            |                                        |                            |                         |                         |
|                            | Esito: collegio confermato a Laburista |                            |                         |                         |

| Partito                    | Partito                                | Candidato                  | Risultati 7 giugno 2001 | Risultati 7 giugno 2001 |
| Partito                    | Partito                                | Candidato                  | Voti                    | %                       |
| -------------------------- | -------------------------------------- | -------------------------- | ----------------------- | ----------------------- |
|                            | Laburista                              | Patrick Hall               | 19 454                  | 47,94                   |
|                            | Conservatore                           | Charlotte Attenborough     | 13 297                  | 32,77                   |
|                            | Lib Dem                                | Michael Headley            | 6 425                   | 15,83                   |
|                            | Indipendente                           | Richard Rawlins            | 973                     | 2,40                    |
|                            | UKIP                                   | Jennifer Lo Bianco         | 430                     | 1,06                    |
|                            |                                        |                            |                         |                         |
| Iscritti                   | Iscritti                               | Iscritti                   | 67 744                  | 100,00                  |
| ↳ Votanti (% su iscritti)  | ↳ Votanti (% su iscritti)              | ↳ Votanti (% su iscritti)  | 40 579                  | 59,90                   |
| ↳ Astenuti (% su iscritti) | ↳ Astenuti (% su iscritti)             | ↳ Astenuti (% su iscritti) | 27 165                  | 40,10                   |
|                            |                                        |                            |                         |                         |
|                            | Esito: collegio confermato a Laburista |                            |                         |                         |

## Risultati dei referendum

### Referendum sulla permanenza del Regno Unito nell'Unione europea del 2016
|             | Collegio | Lasciare UE % | Rimanere in UE % |
| ----------- | -------- | ------------- | ---------------- |
|             | Bedford  | 51,9%         | 48,1%            |
| Inghilterra | 53,3%    | 46,7%         |                  |
| Regno Unito | 51,9%    | 48,1%         |                  |